# IC 2454
IC 2454 ist eine spiralförmige Radiogalaxie vom Hubble-Typ Sa im Sternbild Krebs auf der Ekliptik. Sie ist schätzungsweise 381 Millionen Lichtjahre von der Milchstraße entfernt und hat einen Durchmesser von etwa 150.000 Lichtjahren. Vom Sonnensystem aus entfernt sich die Galaxie mit einer errechneten Radialgeschwindigkeit von näherungsweise 8.600 Kilometern pro Sekunde.
Im selben Himmelsareal befinden sich unter anderem die Galaxien NGC 2797, PGC 26103, PGC 26166, PGC 1545556.
Das Objekt wurde am 9. Januar 1900 von Stéphane Javelle entdeckt.